# Valverde del Camino
Valverde del Camino és un municipi de la província de Huelva, a la comunitat autònoma d'Andalusia, aquesta població és seu de Partit Judicial.

## Personatges il·lustres
- L'escultor Gregorio Bermejo
- L'escriptor i periodista José Nogales.
- El pintor Manuel Parreño Rivera (pinta amb els peus)

## Barris
- Triana
- El Santo
- La Viña Fiscal
- Los Riscos del Tintor
- Bda. Villazgo
- Bda. Andalucía
- Cruz de Calañas
- Bda. El Rollo

## Història
Apareix en els primers escrits en l'acta de la fundació del Comtat de Niebla, en 1369, amb el nom de Facanías. És a la fi del segle xv quan passa a dir-se Valverde del Camino i comença la seva veritable història. L'apel·latiu del camí podria venir del camí romà que va construir aquesta civilització quan va arribar a la zona per a enviar el mineral extret del nord de la província a la costa i transportar-lo més fàcilment a Roma. Queden unes restes d'uns 5 km del camí visibles. No obstant això, fins a 1732 no s'independitza la vila del comtat de Niebla, sota el regnat de Felip V i amb l'anuència del Duc de Medina Sidonia, senyor del comtat de Niebla.